# Брюно
Брюно (на френски: Brunehaut) е селище в Югозападна Белгия, окръг Турне на провинция Ено. Населението му е около 7700 души (2006).